# Leissigen
Leissigen es una comuna suiza del cantón de Berna, situada en el distrito administrativo de Interlaken-Oberhasli. Limita al norte con el lago de Thun y la comuna de Beatenberg, al este con Unterseen y Därligen, al sureste con Saxeten, al sur con Aeschi bei Spiez, y al oeste con Krattigen y Sigriswil.
Hasta el 31 de diciembre de 2009 situada en el distrito de Interlaken.

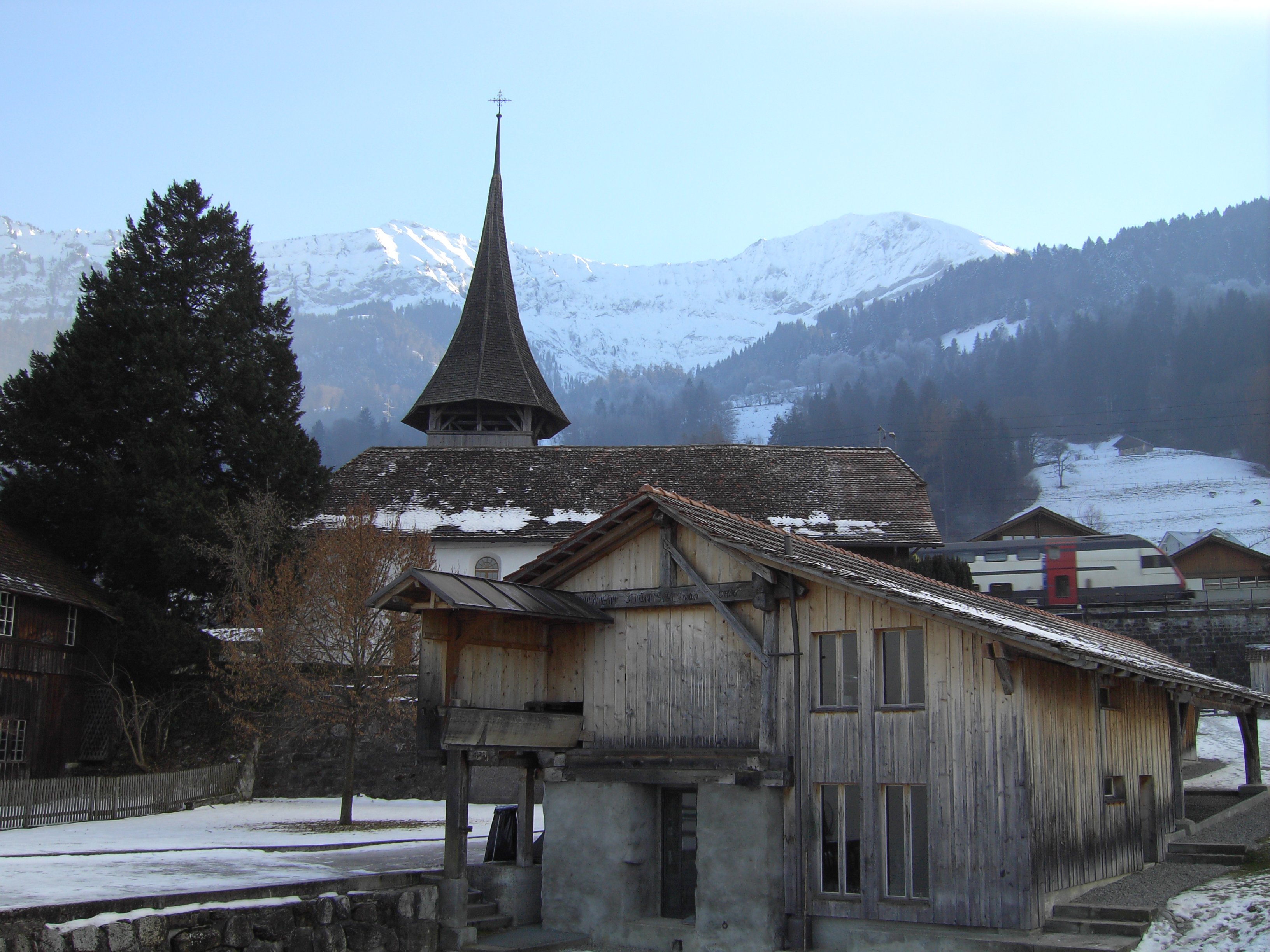
Iglesia frente al viejo molino.